# Czarna Huta (Szarłata)
Czarna Huta (dodatkowa nazwa w j. kaszub. Czôrnô Hëta) – część wsi Szarłata w Polsce, położona w województwie pomorskim, w powiecie kartuskim, w gminie Przodkowo.
Pierwszy człon nazwę miejscowości należy wywieść od pobliskiego Jeziora Czarnego. Drugi to szczególnie częsty na Kaszubach i Kociewiu człon 'Huta', oznaczający pierwotnie miejsce wyrębu lasu i pozyskiwanie, poprzez spalanie pozyskanych pni, smoły, węgla drzewnego, popiołu i dziegciu.
W roku 1885 w osadzie było 6 domów i 46 mieszkańców.
W latach 1975–1998 Czarna Huta administracyjnie należała do województwa gdańskiego.